# Trioza chrysanthemi
Trioza chrysanthemi är en insektsart som beskrevs av Löw 1878. Trioza chrysanthemi ingår i släktet Trioza och familjen spetsbladloppor. Enligt den finländska rödlistan är arten nära hotad i Finland. Arten är reproducerande i Sverige. Artens livsmiljö är torra gräsmarker. Inga underarter finns listade i Catalogue of Life.